# St Mary’s Church (Maybole)

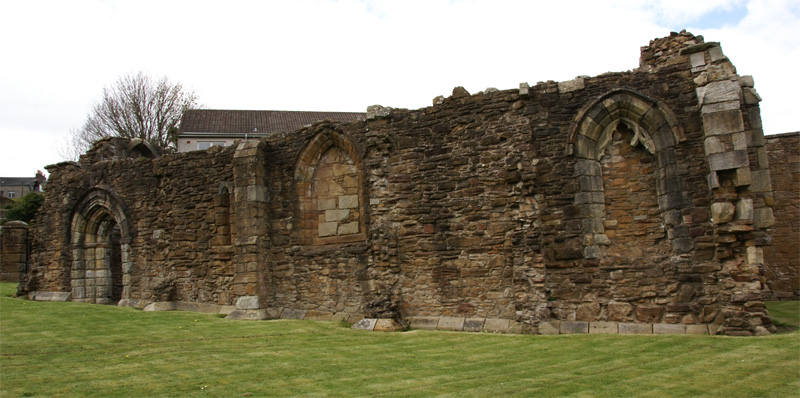
St Mary’s Church

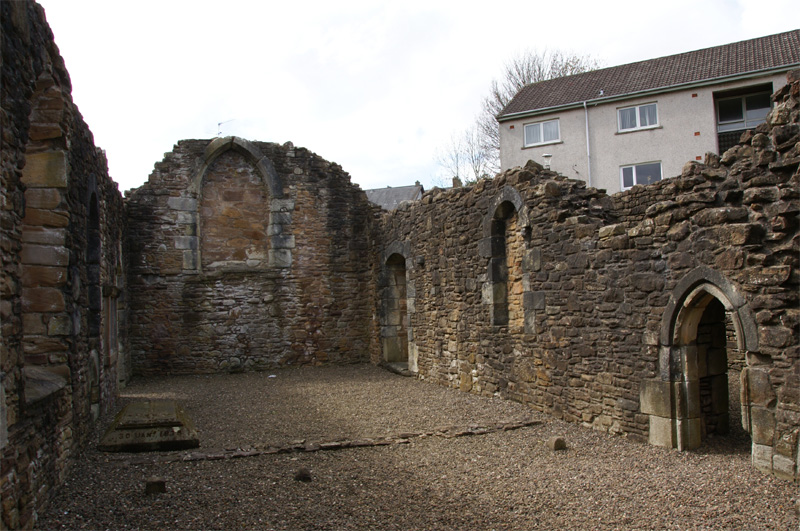
Innenansicht

Bei der St Mary’s Church handelt es sich um die Ruinen eines Kollegiatstifts in der schottischen Ortschaft Maybole in der Council Area South Ayrshire. 1971 wurde das Bauwerk in die schottischen Denkmallisten in der höchsten Denkmalkategorie A aufgenommen. Diese Einstufung wurde jedoch 2018 aufgehoben. Weiterhin ist es als Scheduled Monument klassifiziert.

## Geschichte
Im Jahre 1371 ließ John Kennedy in Maybole eine Marienkapelle errichten. Zu einem Kollegiatstift wurde der Bau 1382. Möglicherweise wurde das Kirchengebäude im frühen 15. Jahrhundert vollständig neu aufgebaut. Noch nach der schottischen Reformation wurde die Kirche unverändert genutzt. So ist die Lesung der Ostermesse im Jahre 1563 verzeichnet. Im Laufe des 17. Jahrhunderts wurden Erweiterungen vorgenommen und das Gebäude noch im späten 17. Jahrhundert als funktionstüchtig beschrieben. Unter anderem wurden zu dieser Zeit noch die Earls of Cassilis dort bestattet. Heute ist nur noch eine Ruine erhalten.

## Beschreibung
Das Gebäude liegt an der Straße Kirk Port im alten Zentrum von Maybole. Der zugehörige Friedhof befindet sich auf der gegenüberliegenden Straßenseite. Das Mauerwerk des drei Achsen weiten, länglichen Gebäudes besteht aus Bruchstein. Das Dach ist heute nicht mehr erhalten. An der Südseite sind zwei Spitzbogenfenster unterschiedlicher Größe eingelassen. Links befindet sich ein Spitzbogenportal mit profilierter Laibung. Zwei weitere Fenster weisen Überreste eines Maßwerks auf. Im Innenraum sind Überreste zweier Piscina in Spitzbogenöffnungen erhalten. Eine Spitzbogentür führte in die später hinzugefügte Sakristei.